# 15509 Annejing
A 15509 Annejing (ideiglenes jelöléssel (15509) 1999 TX113) a Naprendszer kisbolygóövében található aszteroida. A LINEAR projekt keretében fedezték fel 1999. október 4-én.